# Hitri radijski izbruh
Hitri radijski izbruh (angleško fast radio burst, FRB) je v radijski astronomiji prehoden radijski pulz, ki traja od delčka milisekunde do nekaj milisekund in ga povzroči še nepojasnjeno visokoenergijsko astrofizikalno dogajanje. Astronomi ocenjujejo, da se pri povprečnem FRB-ju v milisekundi sprosti toliko energije, kot je Sonce izseva v 3 dneh. Čeprav so ti izbruhi pri izvoru izjemno energijski, je jakost signala, ki doseže Zemljo, opisana kot 1000-krat manjša od jakosti signala mobilnega telefona na Luni. Prvi FRB sta leta 2007 odkrila Duncan Lorimer in njegov študent David Narkević pri pregledovanju arhivskih podatkov o pulzarjih, zato je poznan kot Lorimerjev izbruh. Pozneje so zabeležili še številne FRB-je. Med temi je bilo več takih, ki so se ponavljali dozdevno neredno, februarja 2020 pa so odkrili prvi FRB, ki se je ponavljal redno, in sicer vir FRB 180916, ki pulzira vsakega 16,35 dneva. Večina FRB-jev je zunajgalaktičnih, vendar je aprila 2020 kanadski radijski teleskop CHIME zabeležil tudi prvi FRB iz Rimske ceste. Junija 2021 so astronomi poročali o več kot 500 zaznanih FRB-jih iz zunanjega vesolja.
Kadar so FRB-ji polarizirani, to pomeni, da izvirajo iz vira v izjemno močnem magnetnem polju. Izvor FRB-jev še ni pojasnjen; predlogi zanj segajo od hitro se vrtečih nevtronskih zvezd in črnih lukenj do nezemeljske inteligence. Leta 2020 so astronomi sporočili, da so vir hitrih radijskih izbruhov zožili in zdaj domnevajo, da bi lahko šlo za »združitve kompaktnih teles in magnetarjev, nastalih pri običajnem kolapsu jeder supernov«. Umestitev in določitev lastnosti FRB-ja 121102, enega od treh repetitivnih virov, leta 2012 je poglobila razumevanje tovrstnih virov. FRB 121102 ustreza galaksiji, oddaljeni približno tri milijarde svetlobnih let, in ga obdaja ekstremna okolica. Prva gostiteljska galaksija, v katero je bil umeščen izvor nerepetitivnega izbruha FRB 180924, je bila prepoznana leta 2019 in je precej večja in običajnejša galaksija, po velikosti podobna Rimski cesti. Avgusta 2019 so astronomi poročali o zaznavi še osmih repetitivnih signalov FRB. Januarja 2020 so poročali o natančnem mestu izvora drugega repetitivnega izbruha, FRB 180916. En FRB je bil umeščen enako kot že znani izbruh žarkov gama.
28. aprila 2020 je bil par milisekundnih izbruhov (FRB 200428), ki se je skladal z opazovanimi hitrimi radijskimi izbruhi in je imel fluks >1,5 milijona Jy/ms, zaznan na istem predelu neba kot magnetar SGR 1935+2154. Čeprav je bil tisočkrat manj svetel kot pred tem opazovani hitri radijski izbruhi, je zaradi sorazmerne bližine postal najmočnejši do zdaj opazovani hitri radijski izbruh in je dosegel največji fluks nekaj tisoč ali več sto tisoč janskyjev, kar je primerljivo s svetlostjo radijskih virov Kasiopeja A in Labod A pri istih frekvencah. S tem so bili magnetarji dokazani kot vsaj en izvor hitrih radijskih izbruhov, čeprav natančen vzrok ostaja nepojasnjen. Tudi nadaljnje raziskave so podprle stališče, da so FRB-ji tesno povezani z magnetarji.